# Nova Scotia Highway 111
Der Nova Scotia Highway 111 ist ein Highway in der Halifax Regional Municipality in der kanadischen Provinz Nova Scotia. Er verbindet die beiden Gemeinden Halifax und Dartmouth und ist Bestandteil des kanadischen National Highway Systems. Seit 2007 hat er auch den Beinamen Highway of Heroes.

## Verlauf
Der Highway beginnt in Halifax als Abzweigung des Highway 102. Er führt in nördlicher Richtung und überquert mit der A. Murray MacKay Bridge den Hafen Halifax, die Nutzung der Brücke ist mautpflichtig. Die Rout läuft weiter in nordöstlicher Richtung um dann wieder nach Süden zu schwenken. Am nördlichsten Punkt kreuzt Highway 118, von dort aus gelangt man zum Halifax Stanfield International Airport, der einer der größten in Kanada ist. Wieder am Hafen von Halifax angekommen endet der vollständig vierspurig ausgebaute Highway am Trunk Highway 7.